# 텅충시

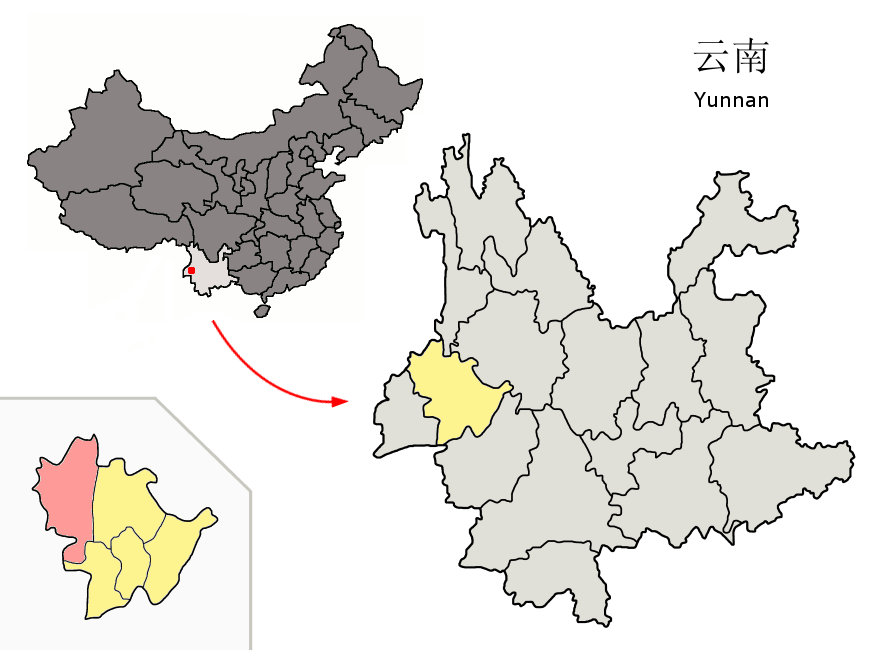
텅충시의 위치

텅충시(한국어: 등충시, 중국어: 腾冲县, 병음: Téngchōng Shì)는 중화인민공화국 윈난성 바오산시의 현급시이다. 화산 활동으로 유명하다. 넓이는 5845km2이고, 인구는 2007년 기준으로 640,000명이다.
북서쪽으로 미얀마와 151km 길이의 국경선을 맞대고 있다. 성도 쿤밍과 750km 떨어져있고 바오산 시내에서 서쪽으로 160km 떨어져있다.

## 역사
텅충은 중국 남서부의 가장 일찍 개발된 지역 중 하나이다. 전한 때는 익주에 속했다. 수나라와 당나라 때는 지역 부족장들에 의해 통치되었다. 1913년에 텅충에 현이 설치되었다. 역사적으로 남서부 비단길의 중요한 위치를 차지하였다. 텅충을 통과하는 고대의 보난 길로부터 가져온 쓰촨의 직물과 대나무 막대기가 박트리아(현재의 아프가니스탄과 인도의 일부를 포함하는 지역)의 시장에서 이용이 가능했다. 명나라 때부터 많은 텅충인들은 무역과 생계를 위해 해외로 떠났다. 버마를 점령한 영국군은 중국과의 교역을 통한 부를 얻기 위해 마을에 교역소를 세웠다.

## 지리
헝돤산맥의 남서쪽 끝자락에 위치하여 텅충의 지형은 남쪽으로 열려있는 편자꼴을 띤다. 이라와디강의 동쪽의 수원이 북쪽의 고산 지대에 위치해있다. 가장 높은 곳은 가오리궁산의 다나오쯔산 정상으로 해발고도가 3780.2m이고 가장 낮은 곳은 쑤칭강 계곡으로 해발고도가 930m이다. 현 중심부의 고도는 1640m이다.
현은 지각 운동이 활발하여 지진이 자주 발생한다. 다잉산, 스터우산, 대 헤이쿵산, 소 헤이쿵산의 화산은 폭발을 되풀이한다. 현 중심부는 어린 화산들로 둘러싸여있다.
텅충의 기후는 아열대성의 산지 기후에 속한다. 연평균 기온은 14.7 C이고 연평균 강수량은 1425mm이다. 기후는 대체적으로 온화하다.
| Tengchong (1981–2010 normals)의 기후                                                  | Tengchong (1981–2010 normals)의 기후 | Tengchong (1981–2010 normals)의 기후 | Tengchong (1981–2010 normals)의 기후 | Tengchong (1981–2010 normals)의 기후 | Tengchong (1981–2010 normals)의 기후 | Tengchong (1981–2010 normals)의 기후 | Tengchong (1981–2010 normals)의 기후 | Tengchong (1981–2010 normals)의 기후 | Tengchong (1981–2010 normals)의 기후 | Tengchong (1981–2010 normals)의 기후 | Tengchong (1981–2010 normals)의 기후 | Tengchong (1981–2010 normals)의 기후 | Tengchong (1981–2010 normals)의 기후 |
| 월                                                                                    | 1월                                  | 2월                                  | 3월                                  | 4월                                  | 5월                                  | 6월                                  | 7월                                  | 8월                                  | 9월                                  | 10월                                 | 11월                                 | 12월                                 | 연간                                 |
| ------------------------------------------------------------------------------------- | ------------------------------------ | ------------------------------------ | ------------------------------------ | ------------------------------------ | ------------------------------------ | ------------------------------------ | ------------------------------------ | ------------------------------------ | ------------------------------------ | ------------------------------------ | ------------------------------------ | ------------------------------------ | ------------------------------------ |
| 역대 최고 기온 °C (°F)                                                                | 22.7 (72.9)                          | 25.6 (78.1)                          | 27.9 (82.2)                          | 29.3 (84.7)                          | 30.9 (87.6)                          | 30.1 (86.2)                          | 31.0 (87.8)                          | 31.0 (87.8)                          | 30.1 (86.2)                          | 29.3 (84.7)                          | 24.8 (76.6)                          | 22.0 (71.6)                          | 31.0 (87.8)                          |
| 일평균 최고 기온 °C (°F)                                                              | 16.6 (61.9)                          | 17.9 (64.2)                          | 21.2 (70.2)                          | 23.2 (73.8)                          | 24.0 (75.2)                          | 23.7 (74.7)                          | 23.3 (73.9)                          | 24.6 (76.3)                          | 24.3 (75.7)                          | 22.8 (73.0)                          | 19.9 (67.8)                          | 17.3 (63.1)                          | 21.6 (70.8)                          |
| 일일 평균 기온 °C (°F)                                                                | 8.6 (47.5)                           | 10.2 (50.4)                          | 13.3 (55.9)                          | 16.1 (61.0)                          | 18.4 (65.1)                          | 19.8 (67.6)                          | 19.7 (67.5)                          | 20.2 (68.4)                          | 19.3 (66.7)                          | 17.0 (62.6)                          | 12.8 (55.0)                          | 9.5 (49.1)                           | 15.4 (59.7)                          |
| 일평균 최저 기온 °C (°F)                                                              | 2.3 (36.1)                           | 3.9 (39.0)                           | 6.9 (44.4)                           | 10.4 (50.7)                          | 14.1 (57.4)                          | 17.4 (63.3)                          | 17.7 (63.9)                          | 17.6 (63.7)                          | 16.4 (61.5)                          | 13.2 (55.8)                          | 7.9 (46.2)                           | 3.8 (38.8)                           | 11.0 (51.7)                          |
| 역대 최저 기온 °C (°F)                                                                | −3.8 (25.2)                          | −2.0 (28.4)                          | −1.4 (29.5)                          | 3.7 (38.7)                           | 8.1 (46.6)                           | 12.8 (55.0)                          | 12.8 (55.0)                          | 13.7 (56.7)                          | 10.2 (50.4)                          | 4.1 (39.4)                           | 0.6 (33.1)                           | −1.8 (28.8)                          | −3.8 (25.2)                          |
| 평균 강수량 mm (인치)                                                                 | 19.2 (0.76)                          | 35.9 (1.41)                          | 39.8 (1.57)                          | 71.8 (2.83)                          | 154.7 (6.09)                         | 262.4 (10.33)                        | 296.1 (11.66)                        | 248.7 (9.79)                         | 194.4 (7.65)                         | 145.6 (5.73)                         | 48.4 (1.91)                          | 15.3 (0.60)                          | 1,532.3 (60.33)                      |
| 평균 강수일수 (≥ 0.1 mm)                                                              | 4.2                                  | 7.4                                  | 9.5                                  | 14.5                                 | 18.1                                 | 25.2                                 | 28.3                                 | 26.0                                 | 21.2                                 | 14.2                                 | 7.2                                  | 3.1                                  | 178.9                                |
| 평균 상대 습도 (%)                                                                    | 68                                   | 66                                   | 63                                   | 68                                   | 77                                   | 86                                   | 89                                   | 87                                   | 85                                   | 82                                   | 76                                   | 73                                   | 77                                   |
| 평균 월간 일조시간                                                                    | 243.4                                | 204.9                                | 222.2                                | 197.0                                | 169.8                                | 87.9                                 | 67.0                                 | 103.6                                | 122.0                                | 176.8                                | 206.9                                | 244.4                                | 2,045.9                              |
| 가능 일조율                                                                           | 73                                   | 64                                   | 60                                   | 52                                   | 41                                   | 22                                   | 16                                   | 26                                   | 33                                   | 49                                   | 63                                   | 75                                   | 46                                   |
| 출처: China Meteorological Administration (precipitation days and sunshine 1971–2000) |                                      |                                      |                                      |                                      |                                      |                                      |                                      |                                      |                                      |                                      |                                      |                                      |                                      |

## 경제
텅충의 공업과 수공업은 거의 400년 전인 명청시대부터 육성되기 시작했다. 공장과 작업장이 해외로부터 장비를 수입해 처음으로 세워졌다. 초기의 생산품은 직물, 가죽, 비누, 전지, 담배, 성냥 등이었다. 그들은 윈난 성 서부와 버마, 동남아시아의 나라들에 시장을 세웠다. 중화인민공화국이 세워진 이래 발전, 야금, 기계, 제지, 방직업, 성냥 생산, 제약, 제혁, 화학 공업, 설탕 정제, 차잎 정제, 식품 생산 등 32개의 부문으로 이루어진 더욱 완성된 공업 체계가 형성되었다. 주요 생산품으로 제련된 주석, 주철, 납, 목재, 합판, 시멘트, 내열 제품, 가성 소다, 종이, 사탕수수, 정제된 찻잎, 절인 과일, 식용 기름, 성냥, 중국 약제 등이다. 성냥, 중국 약제, 정련된 주석, 정제된 찻잎과 "쉬안즈"(원래 쉬안청에서 생산되던 질좋은 종이)는 해외에서 높은 명성을 얻고 있다.
농업에서 텅충은 곡물, 담배, 찻잎, 사탕수수 등을 생산한다. 담배 생산의 역사는 400년이 넘었다. 텅충 담배는 화산의 경사면에서 재배되어 품질이 우수하고 이러한 이유로 혼합되어 사용된다. 촨룽 찻잎과 커다란 크기의 찻잎이 특히 잘 팔린다.
텅충은 비취 문화와 지열 온천, 리수족으로 유명하다. 도시는 사실상 동남아시아의 가장 큰 비취의 가공과 교역 중심지로 성장했다. 도시 주변의 허화 향에는 거대한 비취 시장과 비취를 가공하는 장인들이 있다.

## 행정 구역
5개 진, 12개 향, 1개 민족향을 관할한다.
- 진: 腾越镇, 固东镇, 滇滩镇, 猴桥镇, 和顺镇.
- 향: 界头乡, 曲石乡, 明光乡, 马站乡, 北海乡, 中和乡, 清水乡, 芒棒乡, 五合乡, 新华乡, 蒲川乡, 团田乡.
- 민족향: 荷花傣族佤族乡.